# Musée Martorell
Le musée Martorell est l'un des cinq sièges du musée des Sciences naturelles de Barcelone et le siège le plus ancien de cette institution. Fondé en 1882 sous le nom de Museo Martorell de Arqueología y Ciencias Naturales, ('musée Martorell d'Archéologie et de Sciences naturelles'), très tôt ses collections d'archéologie, de botanique et de zoologie ont été transférées ailleurs et pendant la plupart de son histoire, jusqu'en 2010, il a été connu comme le Museo Martorell de Geología ou, plus simplement, Museo de Geología ('musée de Géologie').
Le musée Martorell a été le premier bâtiment construit à Barcelone à des fins muséographiques. Il est situé dans le Parc de la Ciutadella à Barcelone. Désaffecté en 2010, ce musée est en attente que son entité mère, le musée des Sciences naturelles de Barcelone, lui attribue de nouvelles fonctions.

### Sources et bibliographie
- (ca) Cet article est partiellement ou en totalité issu de l’article de Wikipédia en catalan intitulé « Museu Martorell » (voir la liste des auteurs).
- (ca) Alícia Masriera, El Museu Martorell, 125 anys de Ciències Naturals (1878–2003), Barcelone, Museu de Ciències Naturals, coll. « Monografies » (no 3), 2006, 230 p. (ISSN 1695-8950, lire en ligne)